# Sudenhof
Sudenhof ist ein Ortsteil der Stadt Hagenow im Landkreis Ludwigslust-Parchim im Westen Mecklenburg-Vorpommerns.

## Geografie und Verkehrsanbindung
Die Siedlung Sudenhof liegt nordöstlich der Kernstadt Hagenow. Die B 321 verläuft westlich, die Sude, ein rechter (östlicher) Nebenfluss der Elbe, fließt östlich. Westlich erstreckt sich das Landschaftsschutzgebiet Bekow.

## Sehenswürdigkeiten

### Baudenkmale
In der Liste der Baudenkmale in Hagenow ist für Sudenhof das Wohnhaus Steindamm 4/5 als einziges Baudenkmal aufgeführt.